# Kościół Miłosierdzia Bożego w Lęborku
Kościół Miłosierdzia Bożego w Lęborku – rzymskokatolicki kościół parafialny należący do parafii pod tym samym wezwaniem (dekanat lęborski diecezji pelplińskiej).
Zgoda na budowę świątyni została wydana w sierpniu 1987 roku przez wojewodę słupskiego. W dniu 2 kwietnia 2000 roku biskup pepliński Jan Bernard Szlaga konsekrował ołtarz i kościół.